# یاگاتووو
یاگاتووو (به لاتین: Jagatowo) یک روستا در لهستان است که در گمینا پروشچ گدانگسکی واقع شده‌است. یاگاتووو ۲۸۵ نفر جمعیت دارد.